# بانو جین (فیلم)
بانو جین (فیلم) (به انگلیسی: Lady Jane) فیلمی ۱۴۱ دقیقه‌ای به کارگردانی ترور نان با بازی هلنا بونهام کارتر است.